# МКХ-11
МКХ-11 (англ. ICD-11) — одинадцятий перегляд Міжнародної статистичної класифікації хвороб і проблем, пов'язаних зі здоров'ям. Розроблена Всесвітньою організацією охорони здоров'я (ВООЗ). 
11-й перегляд було розпочато у 2007 році та був необхідний «для врахування досягнень у сфері медицини, науки та інформаційних технологій». Бета-версія МКХ-11 була підготовлена до травня 2012 року, до кінця 2015 року було запропоновано понад 5 000 змін до неї, проєкт планували представити в Токіо в жовтні 2016 року. Для кожної нозологічної форми будуть вказані етіологія, симптоми, діагностичні критерії, вплив на повсякденне життя і вагітність, а також принципи лікування. Підготовча версія (версія для подання асамблеї та переклади на національні мови) була офіційно випущена 18 червня 2018 року. МКХ-11 була представлена на 144-му засіданні Виконавчої ради у січні 2019 року і затверджена в рамках 72 сесії Всесвітньої асамблеї охорони здоров'я (ВАОЗ) у травні 2019 року. Перехід на нову класифікацію рекомендований ВООЗ з 1 січня 2022 року, перехідний період продовжено до 2027 року. На думку ВООЗ, країни не відразу перейдуть на нього через підготовку фахівців і через те, що деякі країни досі використовують МКХ-9.
Головною метою введення нової редакції МКХ було спростити її використання. Одинадцята редакція оновлена відповідно до досягнень в науці та медичній практиці. Також вона може бути легко розміщена в комп'ютерних програмах.

## Розробка
Розробка МКХ-11 тривала понад десять років, в ній взяли участь понад 300 фахівців з 55 країн, розділених на 30 робочих груп, з додатковими 10 000 пропозицій від людей з всього світу.

## Зміни
У МКХ-11 увійшли нові розділи, зокрема у народній медицині, і розділ присвячений сексуальному здоров'ю. МКХ-11 об'єднала розлади, які раніше були віднесені до інших класів (наприклад, транссексуальність входив у категорію психічних розладів, а тепер під назвою «гендерна невідповідність» входить в окрему категорію «станів, які належать до сексуального здоров'я»). Крім гендерної невідповідності, в дану категорію входять сексуальні дисфункції, сексуальні больові розлади та «етіологічні пояснення» (для зазначення причини сексуального розладу, наприклад: операція або радіотерапія (HA40.0HA40.0), психоактивна речовина або ліки (HA40.2HA40.2), брак знань або досвіду (HA40.3HA40.3) і т. д.). Парафілії не належать до даної категорії і як і раніше кодуються в групі психічних розладів (6D306D30—6D3Z6D3Z). З'явився новий адиктивний розлад — ігровий розлад (6C516C51), що описує патологічну залежність від комп'ютерних ігор.
В одинадцятому перегляді також була змінена система кодування, спрощена її структура разом з електронним інструментарієм.

### Стійкість до протибактерійних препаратів та GLASS
Група, пов'язана з кодуванням стійкості до протибактерійних препаратів, була значно розширена. Крім того, коди МКХ-11 більш тісно узгоджуються з «Global Antimicrobial Resistance Surveillance System» («Глобальна система нагляду за стійкістю до протибактерійних препаратів»).

## Використання в Україні
Набере чинності після узгодження з усіма країнами ВООЗ
Наказом Міністерства охорони здоров’я України 23 квітня 2025 року № 703 затверджено Операційний план переходу України на Міжнародну статистичну класифікацію хвороб та споріднених проблем охорони здоров’я одинадцятого перегляду на 2025-2026 роки.

## Ліцензування
МКХ-11 розповсюджується за умовами ліцензії Creative Commons Attribution-NonCommercial-NoDerivs 3.0 IGO — редакцією для міжурядових організацій, які володіють власною міжнародною правосуб’єктністю та діяльність яких регулюється міжнародним правом, а також для інших суб’єктів. 